# 仙后座V509
仙后座 V509 (= V509 Cas = HR 8752)是在仙后座的一顆恆星。
仙后座V509是一顆G-型的黃超巨星，現在的視星等是+5.2附近，在歷史上不同的時代則在+6等以下，但曾多次達到+4.3等的峰值。它與地球的距離約為4,500光年，在分類上屬於半規則變星，並且質量正在大量的流失中。它最近已演化成為黃色星，而在這50年中它至少流失了一個太陽的質量。
這一類型的恆星從起初的25-40太陽質量演化成為紅超巨星，現在正以戲劇化的爆炸一層層的脫落它剩餘的外殼，並且溫度在逐漸增加中。在光度下降成為晚期的沃夫-瑞葉星之前，它將經歷藍超巨星或是高光度藍變星的階段，但也可能在到達該點之前就發生超新星爆炸。

## 外部連結
- James Kaler's page on HR 8752（页面存档备份，存于）
- Juergen Kummer's page on V509 Cassiopeiae（页面存档备份，存于）